# Chrysophyllum boivinianum
Chrysophyllum boivinianum är en tvåhjärtbladig växtart som först beskrevs av Jean Baptiste Louis Pierre, och fick sitt nu gällande namn av Charles Baehni. Chrysophyllum boivinianum ingår i släktet Chrysophyllum och familjen Sapotaceae.
Artens utbredningsområde är Madagaskar. Inga underarter finns listade i Catalogue of Life.